# سد تئوواترسکولوف
سد تئوواترسکولوف (به لاتین: Theewaterskloof Dam) یک سد در آفریقای جنوبی است که در کیپ غربی واقع شده‌است.